# Scharenburg
Die Scharenburg liegt 1500 Meter nordöstlich von Lengde in Niedersachsen am westlichen Steilufer der Oker.
Das Wort Scharen hat zweierlei Bedeutungen. Es bedeutet entweder Elster oder im Nord-Niederdeutschen Abhang.

## Beschreibung
Die Burganlage hatte mit ihrer Lage an einer Okerfurt nur lokale Bedeutung, sie besaß einen kleinen Burginnenplatz mit einer Ausdehnung von ca. 30 × 25 Metern. Die Ostseite ist durch einen Erdabrutsch zerstört worden und einen hohen Wall wird die Burg nicht gehabt haben. An der Westseite befindet sich ein gerader Abschnittswall von 30 m Länge, dem ein  ein 15 m breiter Graben mit Vorwall vorgelagert ist. Der Zugang lag im Norden und war durch einen zusätzlichen Turm außerhalb der Befestigung geschützt. Bei Schnittgrabungen wurde festgestellt, dass um den Immenraum eine Ringmauer mit Ecktürmen verlief. Im Mittelpunkt der Anlage lag der Brunnen, der heute zugeschüttet ist.
Gebaut wurde die Burg zwischen 1385 und 1390 von Hans von Schwichelt, dem Feldhauptmann des Hildesheimer Bischofs, die seine östliche Grenze gegen Vienenburg und Schladen absichern sollte. Die Lebensdauer der Burg war kurz, denn bereits Mitte des 15. Jahrhunderts wurde sie aufgegeben und verfiel. Der das gegenüberliegende östliche Steilufer der Oker überragende Hügel trägt den Flurnamen Wartberg, was auf eine weitere Grenzbefestigungsanlage hindeutet.